# Harding, Minnesota
Harding är en ort i Morrison County i Minnesota. Vid 2010 års folkräkning hade Harding 125 invånare.